# استیون چو (کارگردان)
استفن چو (انگلیسی: Stephen Chow؛ زاده ۲۲ ژوئن ۱۹۶۲) یک کارگردان، و هنرپیشه اهل جمهوری خلق چین است.

## گزیده آثار فیلم شناسی
- فوتبال شائولین
- مبارزه اژدها
- جنب و جوش کنگ فو
- سلطان کمدی
- سی‌جی۷
- سفر به غرب: چیرگی بر ارواح خبیث
- پری دریایی (فیلم ۲۰۱۶)